# ザンクリアン洪水

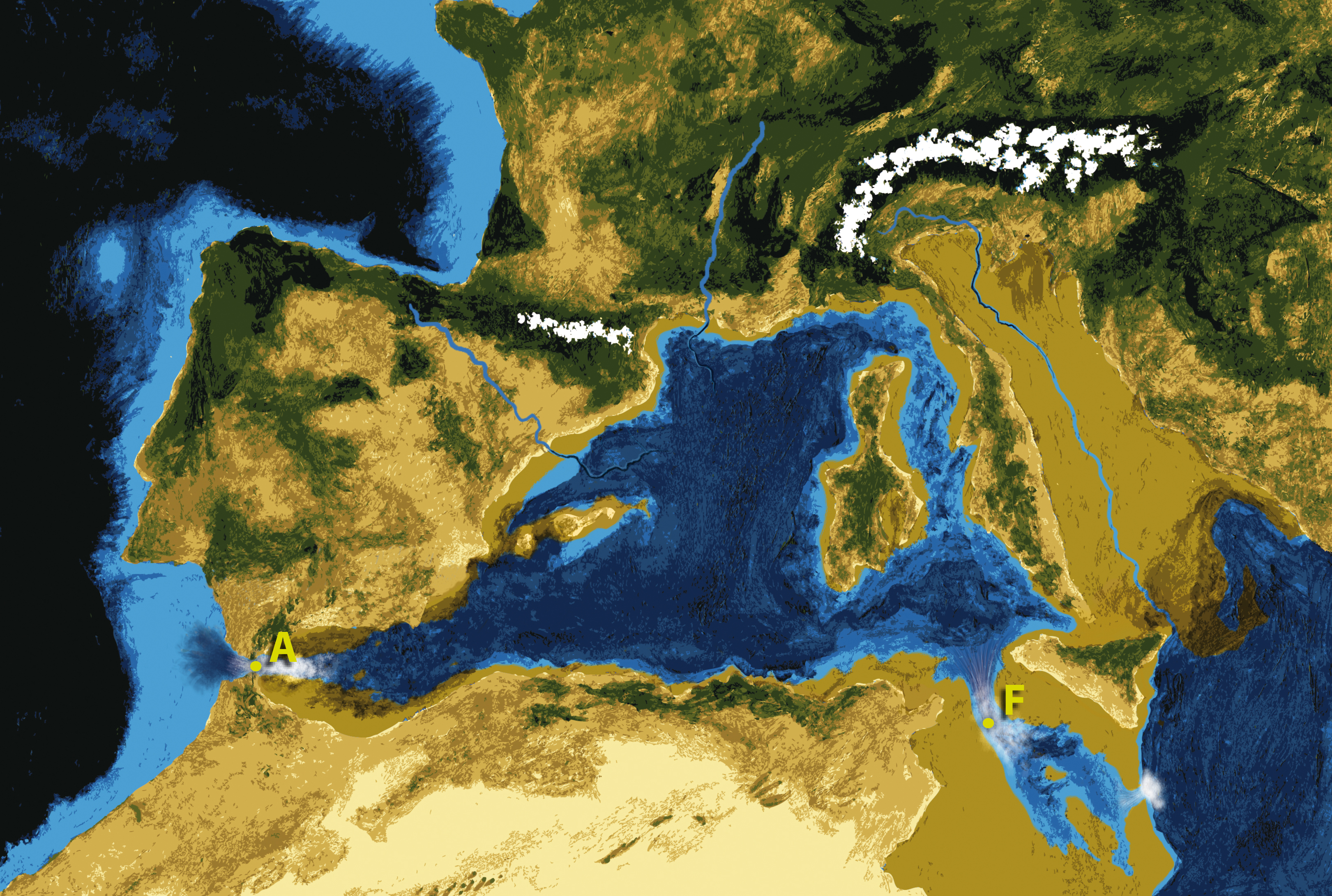
約530万年前、ジブラルタル海峡(A)とシチリア海峡(F)を通る地中海の氾濫の芸術的解釈。

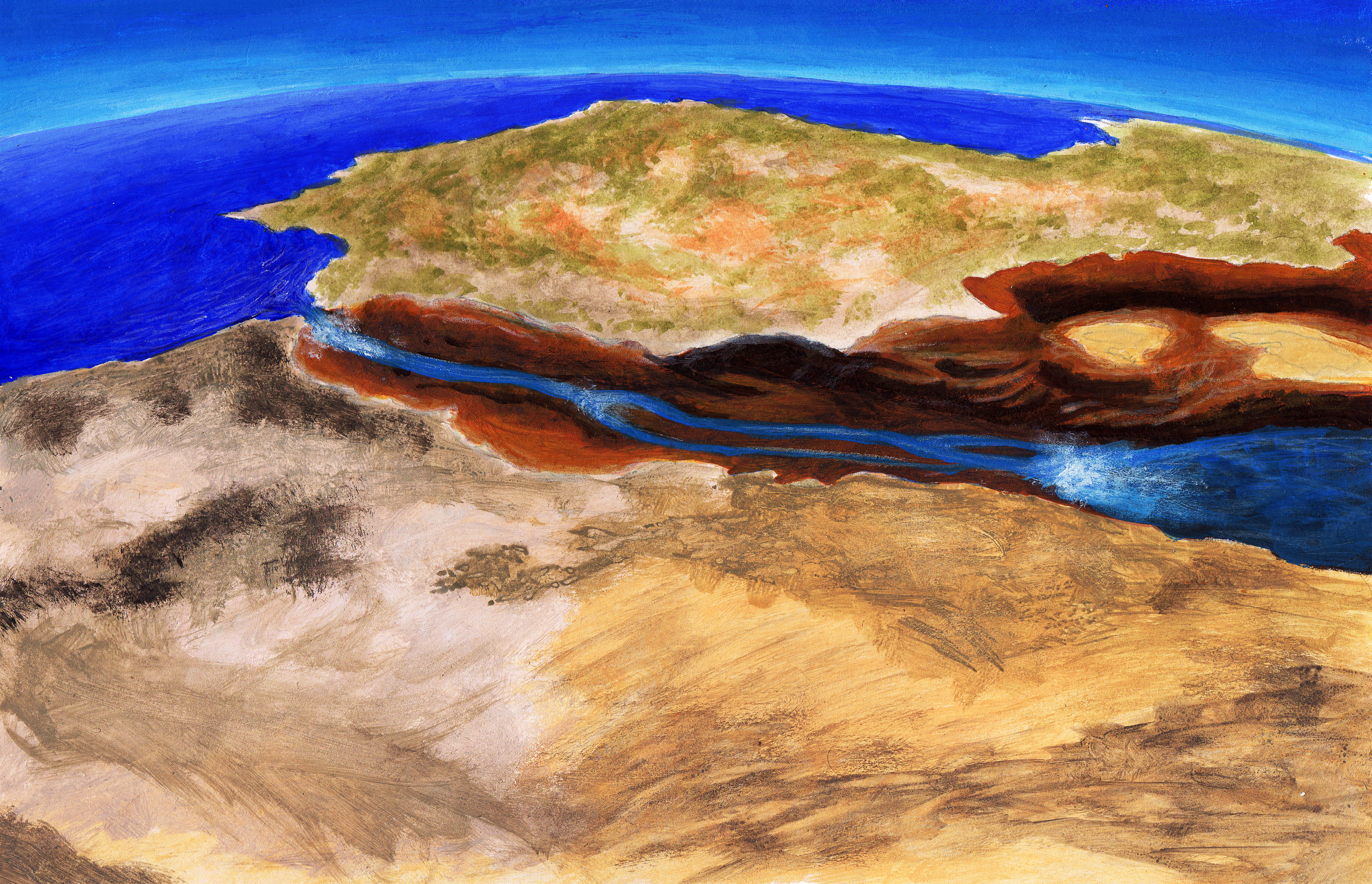
ジブラルタル海峡を通る地中海の氾濫の芸術的解釈

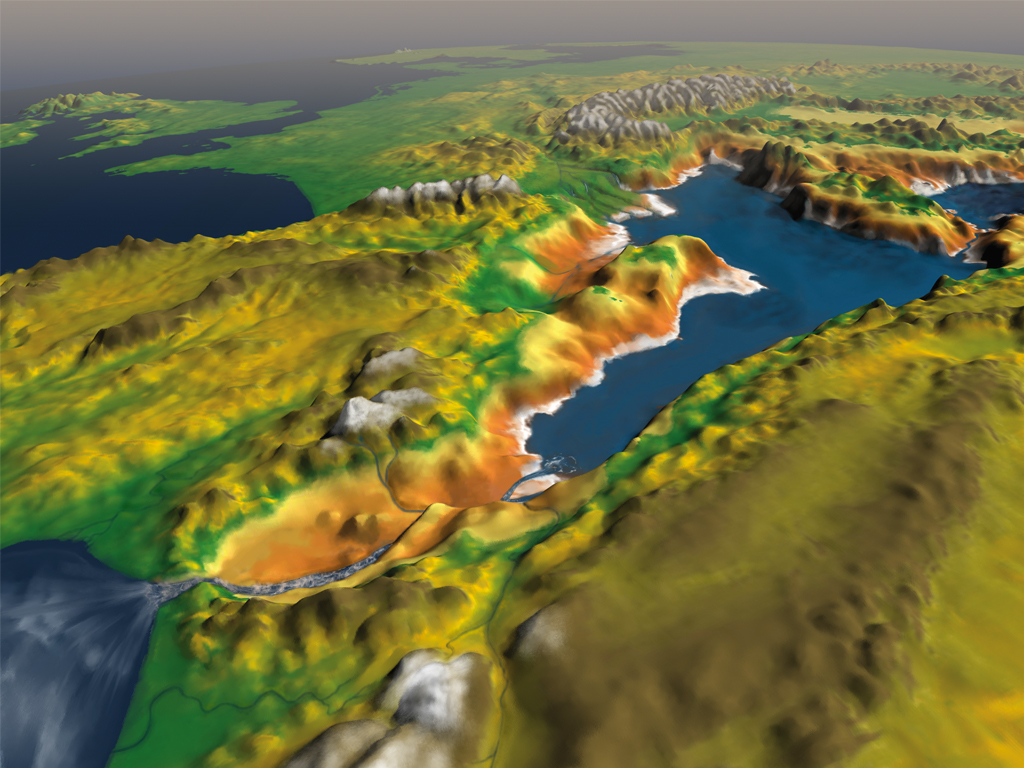
ジブラルタル海峡を通過する地中海の氾濫のコンピューター・シミュレーション。この画像はジブラルタルの南西から見たもので、中央左に将来のイベリア半島、右下にアフリカ北西部、左上にイギリス諸島が見える。

ザンクリアン洪水またはザンクリアン大洪水は、533万年前に地中海を再び満たしたと理論化されている。この洪水によってメッシニアン期の塩分危機が終わり、地中海は大西洋に再びつながった。
このモデルによると、干上がった盆地には大西洋からの水が現在のジブラルタル海峡を通って再充填された。地中海盆地の洪水の90％は、数千年続いたと思われる低水位流出後、数ヶ月から2年の間と推定される期間に突然発生した。盆地の海面上昇は、10メートル毎日（30フィート／日）以上の速度に達した可能性がある。鮮新世の堆積物の下に現代まで残っている浸食の特徴から、1,000メートル（3,000フィート）以上の落差を水が押し流し、最大流出量は約1億立方メートル毎秒（これは現在のアマゾン川の約1,000倍である。ジブラルタル海峡の地下構造の研究によると、氾濫水路は急な滝を形成するのではなく、流域の底に向かって徐々に下降していた。
地中海の地質学的歴史は、アフリカプレート、アラビアプレート、ユーラシアプレートが関与するプレートテクトニクスによって支配されており、それまで存在していたテチス海は、その西部が現在の地中海になるまで縮小した。明確な理由はないが、中新世後期に地中海は大西洋から切り離された。それまで地中海と大西洋を結んでいたグアダルホルス回廊とリフィア回廊が閉じ、地中海は部分的に干上がった。これがメッシニアン塩分危機の引き金となり、かつての海底に厚い塩類堆積物が形成され、大陸の斜面が浸食された。ナイル川とローヌ川はこの時期に深い峡谷を形成した。この時期、地中海の水位は数キロも低下した。水位低下の正確な大きさや、それが西地中海と東地中海で対称的であったかどうかは不明である。
メッシニアンの堆積物中に大西洋の魚類が存在すること、およびメッシニアン塩分危機の間に塩分が大量に堆積したことから、ザンクリーン洪水以前にも、大西洋から地中海への残流があったことが示唆される。ザンクリアン洪水以前にも、降水量と流出量の増加によって残海の塩分濃度が低下し、いわゆる「Lago Mare」堆積物が堆積した。
この洪水は当初、西地中海にのみ影響を及ぼしたが、これはシチリア・シル（現在のシチリア海峡に位置する）が、その流域と東地中海流域を隔てる障壁を形成していたためである。ノト渓谷を横断する洪水の間に、渦と逆流が発生し、大量の堆積物がイオニア海に堆積した。当初、地中海東部の埋没には数千年かかると想定されていたが、後にジブラルタル海峡の水路の大きさを見積もったところ、再接続まではもっと短く、1年もかからなかった可能性がある。